# Demetri McCamey
Demetri McCamey, Jr. (Bellwood, Illinois, 21 de febrero de 1989) es un exbaloncestista estadounidense. Con 1,91 metros de estatura, jugaba inidistintamente en las posiciones de base o escolta.

## Trayectoria deportiva

### Universidad
Jugó  cuatro temporadas con los Fighting Illini de la Universidad de Illinois, en las que promedió 12,4 puntos, 3,1 rebotes y 5,3 asistencias por partido. En 2010 fue incluido en el mejor quinteto de la Big Ten Conference tras liderar a su equipo en anotación, con 15,1 puntos por partido, y liderar la conferencia y acabar segundo en todo el país en asistencias, al promediar 7,1 por encuentro.

### Profesional
Tras no ser elegido en el Draft de la NBA de 2011, fichó por el Mersin Büyükşehir Belediyesi S.K. de la liga turca, pero fue despedido tras disputar únicamente siete partidos, en los que promedió 8,0 puntos y 2,0 asistencias. Una semana después fichó por el Hapoel Jerusalem B.C. israelí, pero únicamente jugó cuatro partidos, siendo cortado en enero tras promediar 8,7 puntos y 2,7 asistencias.
En septiembre de 2012 fichó por los Houston Rockets. Sin embargo, fue despedido dos semanas más tarde. Esa temporada acabó jugando en tres equipos diferentes de la NBA D-League. Primero en los Rio Grande Valley Vipers, más tarde en los Erie BayHawks y finalmente en los Fort Wayne Mad Ants, 43 partidos en total, en los que promedió 5,5 puntos y 2,0 asistencias.
El 27 de agosto de 2013 firmó por una temporada por los Cairns Taipans de la liga australiana. Jugó una temporada en la que promedió 11,6 puntos y 3,3 rebotes por partido. Al año siguiente firmaría por los Oita Heat Devils de Japón, donde jugó una temporada en la que promedió 12,9 puntos, 3,3 rebotes y 3,3 asistencias.
El 31 de octubre de 2015 fue seleccionado por los Austin Spurs en la segunda ronda del Draft de la NBA Development League, con los que en su primera temporada promedió 9,1 puntos y 2,5 rebotes por partido.